# PC Tools Firewall Plus
PC Tools Firewall Plus — бесплатный персональный межсетевой экран компании PC Tools для ОС Windows XP, Windows Vista и Windows 7. В настоящее время в виде отдельного продукта не выпускается, а включен в состав PC Tools Internet Security.

## Возможности программы
- Фильтрация входящих и исходящих сетевых соединений.
- Глобальные правила для протоколов и портов, устанавливаемые отдельно для каждой сети.
- Создание правил сетевого доступа для известных приложений.
- Создание правил для приложений имеющих действительную цифровую подпись.
- Контроль компонентов, контроль скрытых процессов и контроль памяти процессов.
- Установка ограничений на сетевую активность для отдельных приложений и процессов отдельно для входящих и исходящих соединений.
- Визуальное оповещение о событиях с помощью всплывающих окон.
- Наглядное отображение сетевой активности с помощью анимированного значка в области уведомлений.
- Журнал действий программы.
- Отображение информации о сетевой активности каждого приложения.
- Два режима работы: простой и продвинутый.

## Позиции в рейтингах программ класса «Firewall»
На сайте matousec.com, посвящённом проблемам защиты персонального компьютера программами класса Firewall, PC Tools Internet Security 2011 8.0.0.655 в тесте Proactive Security Challenge имеет результат 90 % и оценку «Very Good». Рекомендован к применению.
Версия PC Tools Internet Security 2012 9.0.0.898 в тесте Proactive Security Challenge 64 имеет результат 6 % и оценку «None». Не рекомендован к применению.

## Закрытие проекта
С 18 мая 2013 года  данный программный продукт более не поддерживается, а новые версии не выходят.
Производитель рекомендует перейти на антивирусные системы Norton security